# Histoire du Mozambique

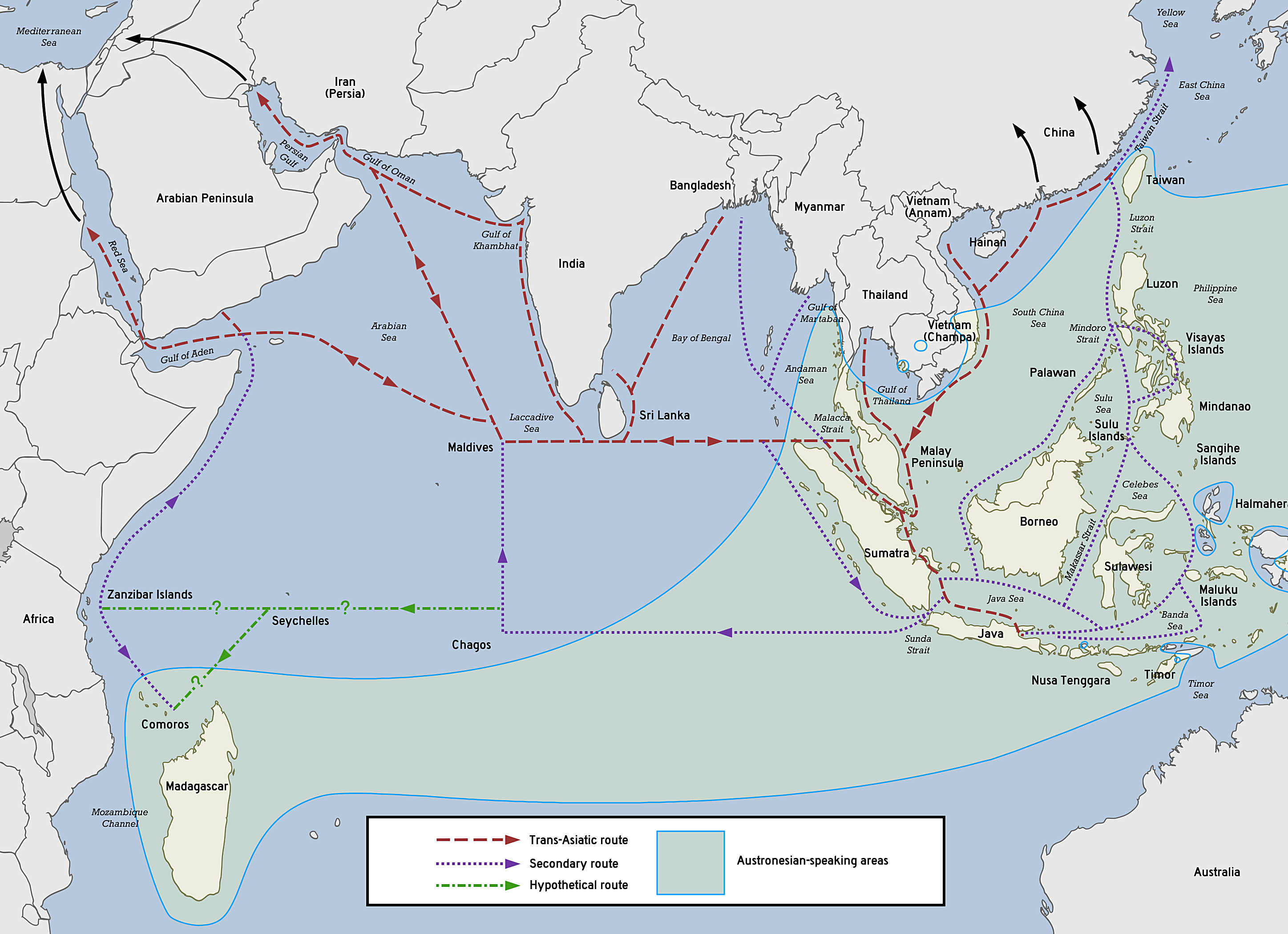
Réseaux commerciaux austronésiens dans l'Océan Indien

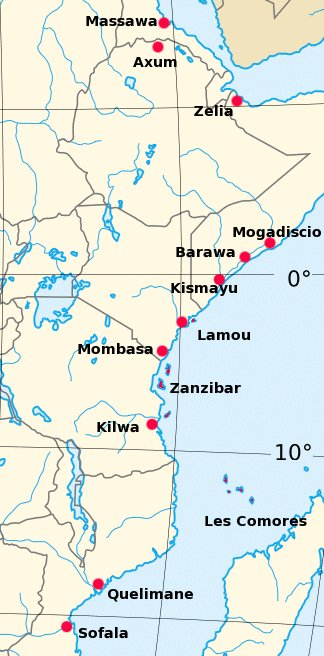
Villes swahili en Afrique de l'Est

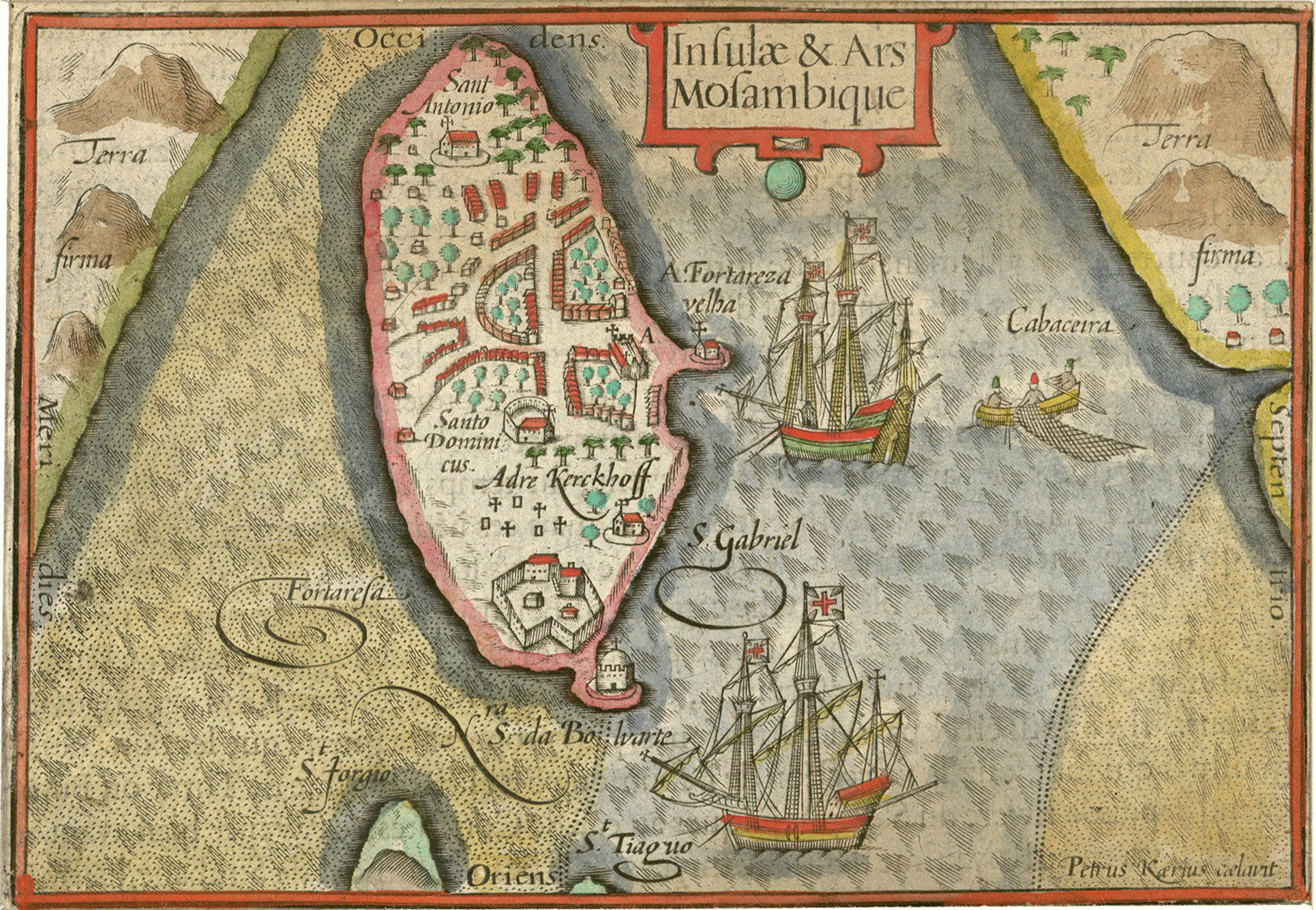
Carte gravée de l’île de Mozambique (1598)

Bassin du Zambèze

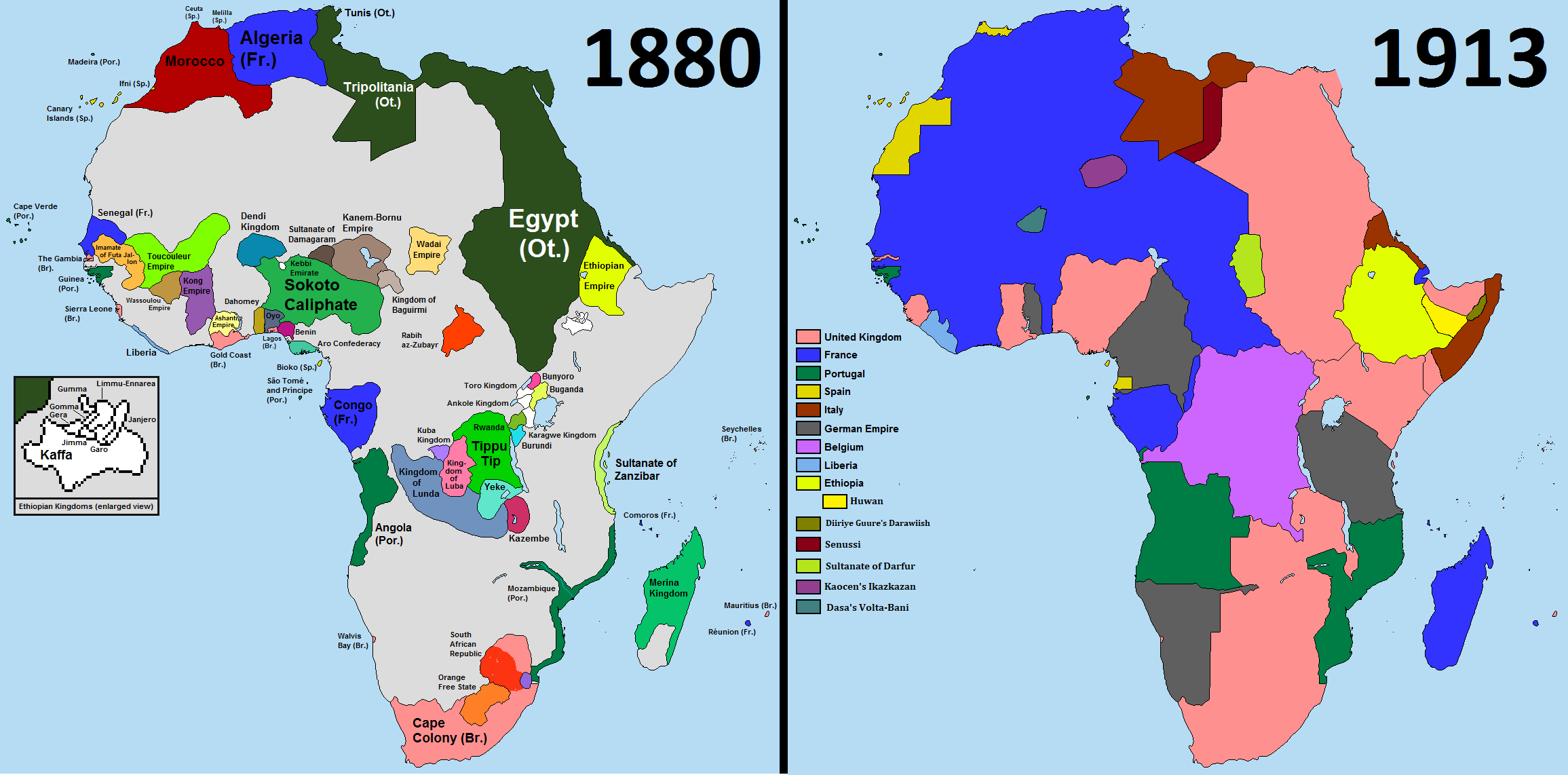
Expansion coloniale européenne de 1880 à 1913

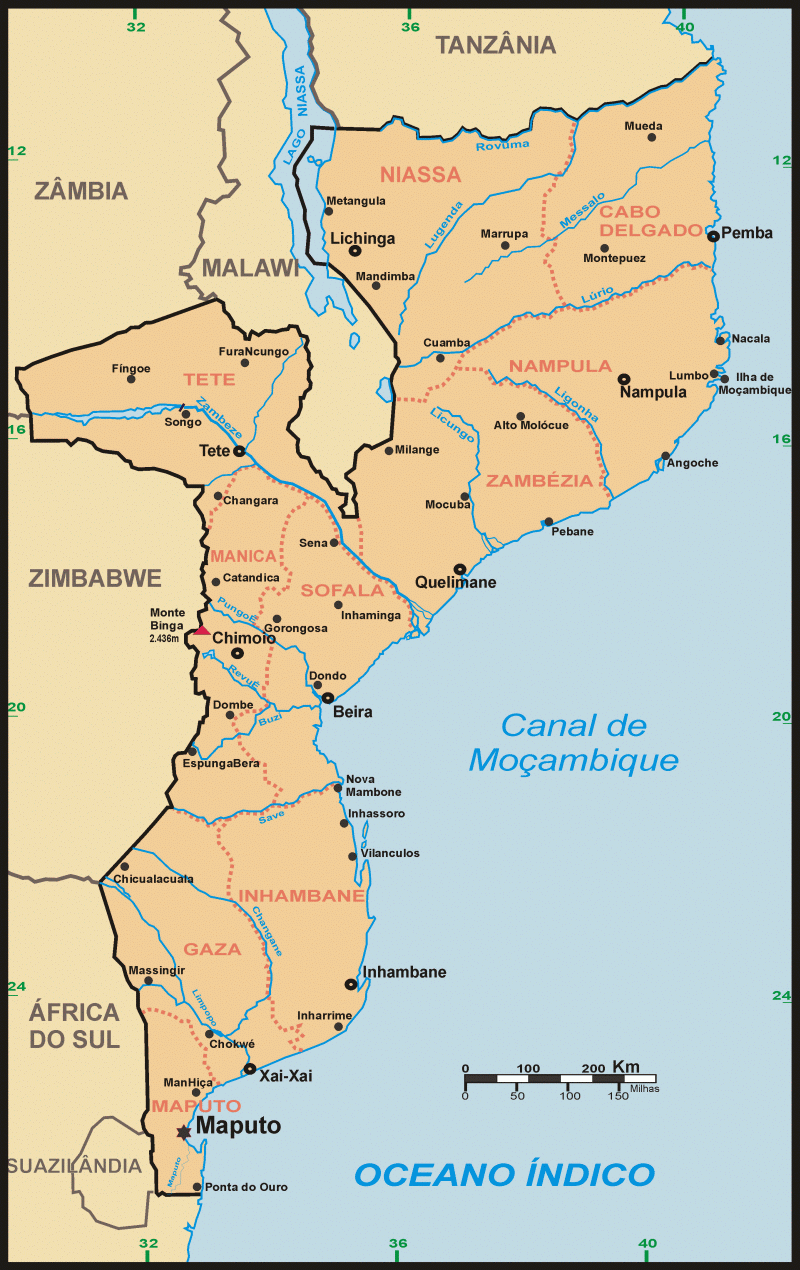
Carte courante du Mozambique

Par histoire du Mozambique, on entend ici l'histoire des territoires relevant du Mozambique, avant et après l'indépendance de ce pays, acquise en juin 1975.

## Préhistoire
La préhistoire du Mozambique dans sa période préhistorique est mal connue.

## Protohistoire
La protohistoire reste méconnue.
La première difficulté réside dans le choix des noms employés pour désigner les populations : les termes utilisés au XXe siècle ont souvent été ceux des colonisateurs européens. Le terme français « Bochimans », par exemple, est dérivé du mot utilisé par les colons néerlandais « bosjesman », et signifiant littéralement « hommes des buissons », « hommes de la brousse » ou « hommes du bush ». 
Les colons anglais ont utilisé la traduction littérale « Bushmen ». Ces Bochimans, des chasseurs-cueilleurs, ont été opposés aux Hottentots, autre terme des colons néerlandais, pour désigner des populations, arrivées du nord, de la vallée du Zambèze et au mode de vie plus pastoral, se consacrant à l'élevage d'animaux, à l'agriculture et maîtrisant le travail du fer et ayant une structure sociale plus hiérarchisée. 
À la fin du XXe siècle et début du XXIe siècle, une distance est prise à la fois avec le vocabulaire des colons d'origine européenne et avec ce schéma d'opposition, cette dichotomie. Plusieurs termes sont employés mais les chasseurs-cueilleurs installés initialement  sont souvent désignés de peuple San, et les populations pastorales de Khoïkhoï.
Il n'est pas confirmé qu'il y ait eu opposition des populations initiales au profit de nouveaux arrivants : comme dans d'autres contrées du monde, il est possible qu'il y ait eu dans un premier temps un processus de néolithisation des populations en place, par l'évolution du mode de subsistance, transmis ensuite des parents aux enfants, sur fond de tradition orale, puis une arrivée d'éleveurs de troupeaux plus importants, qui se traduit par une prédominance culturelle au sein de peuples déjà acquis aux évolutions majeures (élevage, agriculture, travail du fer, ...), se traduisant notamment dans la langue utilisée,.
Parmi les sites archéologiques récents au Mozambique, Manyikeni, Quélimane, Ngalue (en), Chibuene (de), Sena (Mozambique), Sofala, Tete, Zumbo, ou Matola peuvent être cités. Les études archéologiques, mais aussi génétiques et linguistiques, sont utilisés pour comprendre les évolutions les plus anciennes des populations.

## De 500 à 1500: routes commerciales de l'Océan Indien
La présence de routes reliant ce qui est actuellement le Zimbabwe à l'océan Indien favorise l'implantation de nombreux comptoirs commerciaux par les navigateurs indiens, arabes, indonésiens et chinois. Ainsi un capitaine persan, Ibn Shahriyar, dans son Livre des merveilles de l'Inde, rapporte le témoignage d'un marchand arabe du nom d'Ibn Lakis qui, en 945, voit arriver sur la côte du Mozambique « un millier d'embarcations » montées par des Waq-Waqs qui viennent d'îles « situées en face de la Chine » chercher des produits et des esclaves zeng (noirs), mot arabe qui donne à l'époque son nom (zangi-bar, littéralement « côte des Noirs ») à la côte orientale de l'Afrique, appelée au XXIe siècle « côte swahilie »,.
Ces échanges existent donc depuis plusieurs siècles lorsque Vasco de Gama, lors de sa première expédition en 1498, reconnaît la côte est de l’Afrique, établissant des contacts avec les Africains après un débarquement dans la baie de Delagoa, sur le site de la future Lourenço Marques, et avec le sultan Mussa Mbiki (en), dirigeant une petite île de la côte africaine faisant face à Madagascar, dans la baie de Mossuril, dont le nom actuel est île de Mozambique. C'est le nom de ce sultan, Mussa Mbiki, qui donne en portugais Moçambique, qui a servi tout d’abord à désigner l’île puis toute la région côtière environnante,.
- Liste de sites archéologiques en Afrique australe, dont au Mozambique : Manyikeni, Matola, Quélimane, Sena, Sofala (ville ancienne), Tete, Zumbo...
- Liste de civilisations de l'Afrique précoloniale
- Commerce interrégional par caravanes en Afrique de l'Est
- Traite négrière dans le sud-ouest de l'océan Indien
- Culture swahilie, Ère shirazi
- Expéditions navales ottomanes dans l'océan Indien (1509-1589), Raids ottomans sur la côte swahilie (1585-1589)
- Histoire du commerce dans l'océan Indien, histoire maritime de l'Inde (en), liste des ports antiques
- Sultanat de Kilwa (957c-1513), Chronique de Kilwa (1520)
- Sultanat d'Angoche (1485c-1910) à Angoche et Moma) (province de Nampula)

## Période coloniale portugaise (1498-1975)

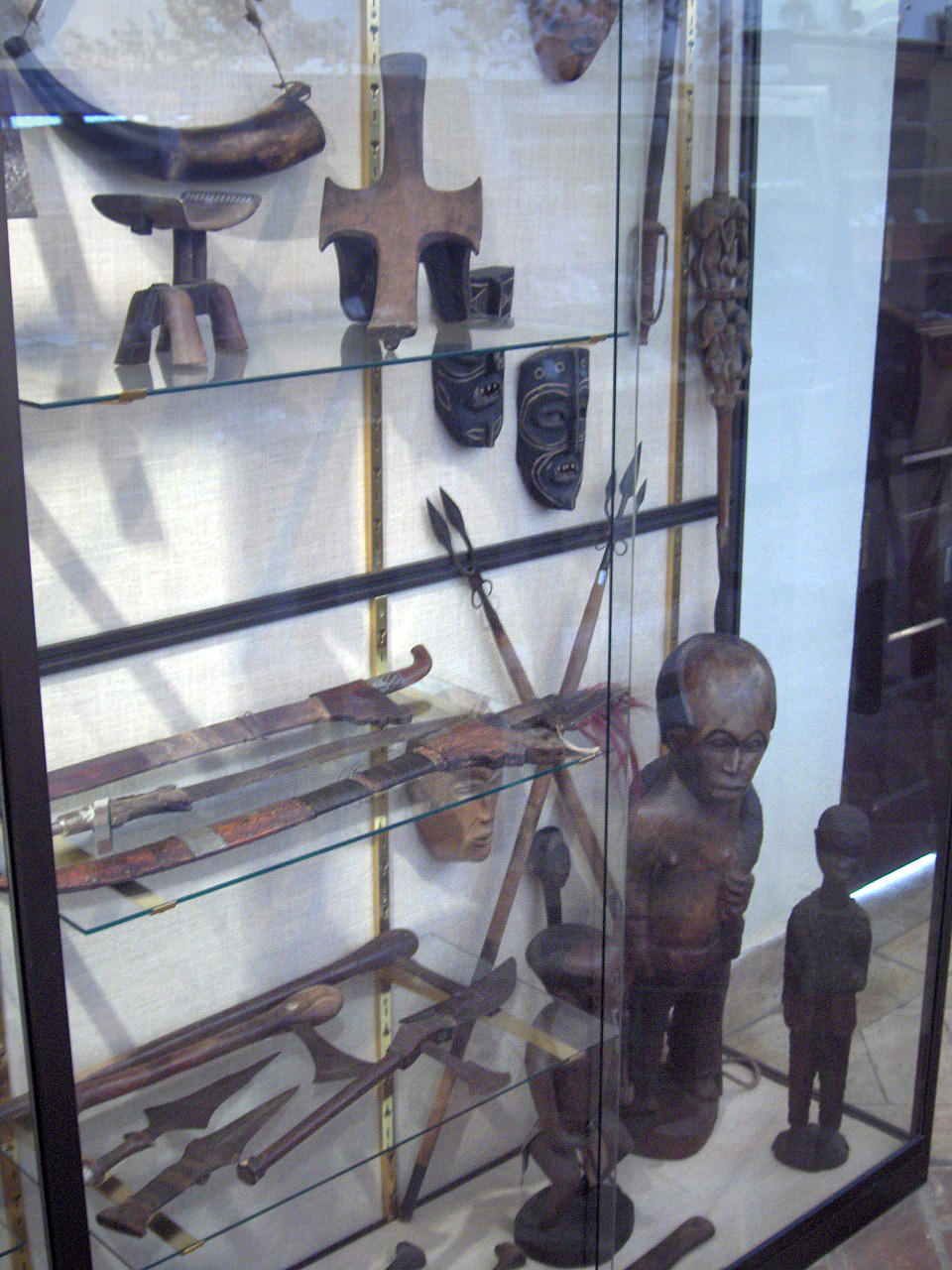
Armes et artisanat traditionnels du Mozambique exposés au musée régional de l’Algarve (à Lagos (Portugal))

Par la signature du traité de Tordesillas en 1494, toute l’Afrique, considérée comme terra nullius, est attribuée au royaume du Portugal.
L'implantation portugaise commence dès le début du XVIe siècle, par la capture de la petite île de Moçambique en 1507, lors de la deuxième expédition de Vasco de Gama (1460/69-1524), et la construction en 1510 d’un fort carré et d’une ville, São Sebastião de Moçambique, qui sont placés sous l'autorité du vice-roi des Indes résidant à Goa.
Les Portugais se livrent à de très rentables trafics d’ivoire et développent la traite des Noirs. L'esclavage n'était pas connu dans cette partie de l'Afrique australe avant cette colonisation européenne (à la différence des régions plus au nord ou de Madagascar ou Zanzibar), comme en témoigne Henry Francis Fynn (1803-1861). Cet esclavage est introduit par les colonisateurs portugais, qui achètent des hommes et des femmes pour les revendre vers la traite orientale ou la traite atlantique,.
En 1544, Lourenço Marques (sans dates connues) explore les côtes continentales, et d'autres comptoirs sont créés. Mais, à partir de la période, de 1580 à 1640, pendant laquelle les couronnes portugaise et espagnole sont réunies, ces établissements sont abandonnés plus ou moins à eux-mêmes, au profit de ceux d’Inde et d’Extrême-Orient, nettement plus rentables, et de la colonisation du Brésil. Malgré le désintérêt de la métropole, l’activité se poursuit, en particulier la vente d’esclaves à destination de la péninsule Arabique et de l’Empire ottoman.

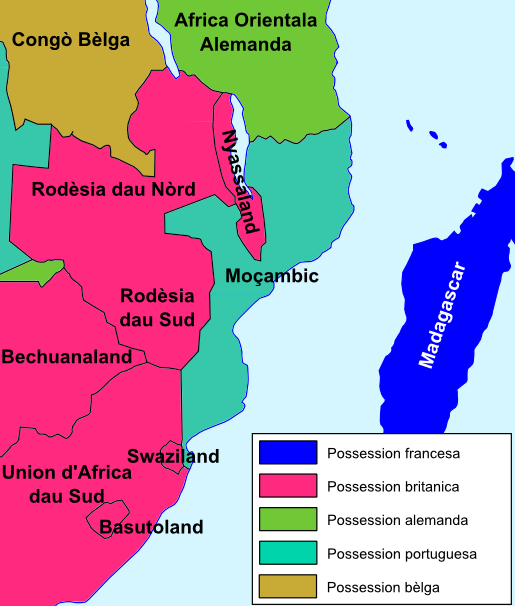
Environnement 1900-1915.

Dans le courant du XVIIe siècle, les Portugais instituent les prazos, qui proviennent au départ de dons de terres que les chefs africains accordent à des aventuriers portugais en échange de leurs services. Le gouvernement portugais, à son tour, distribue des prazos da Coroa (plantation de la Couronne) à ses serviteurs les plus loyaux, qu’il charge de pacifier les territoires concédés et qui doivent, en principe, payer des taxes. En 1752, le territoire du Mozambique est doté d'une administration coloniale autonome. Mais cette administration coloniale demeure liée à une structure d'occupation militaire, dépourvue de lois et abandonnée à l'arbitraire des représentants de la métropole. Au début du XIXe siècle, les descendants des prazeiros, presque tous métissés, vivent sur leurs terres en véritables potentats, ne reconnaissant plus que nominalement l'autorité de l'administration coloniale. Ils obligent les chefs noirs à payer un tribut en ivoire et en esclaves et devant la précarité croissante de leur condition, les Africains fuient leurs villages, augmentant l’insécurité. À partir des années 1840 et jusqu'à la fin du XIXe siècle, l'administration coloniale portugaise lutte   contre ces familles de prazeiros et la conception féodale des concessions qu'ils ont obtenus. Les prazos eux-mêmes existent jusqu'au XXe siècle en tant qu'unités de politique fiscale et administrative,.
L'expansion vers l'intérieur des terres de la Colonie du Cap, une colonie néerlandaise puis britannique, provoque des réactions des Zoulous, et poussés par les Zoulous, la création de 1824 à 1895 d'un nouveau royaume africain, le royaume de Gaza, dans le sud du Mozambique actuel. En 1884-1885, les puissances coloniales européennes divisent l'Afrique en « sphères d'influence » lors de la conférence de Berlin. Dans ce « partage de l'Afrique », les terres qui correspondent à l'actuel Mozambique reviennent aux Portugais. Ceux-ci attaquent et mettent fin à ce royaume de Gaza.
Les Britanniques émettent à l'époque de sérieux doutes sur la réalité de l'administration locale dans les colonies portugaises et dénoncent l'inconsistance de la colonisation portugaise. Ces critiques sont d'autant plus fortes qu'en dépit de l'abolition de la traite en 1836, celle-ci continue et est dénoncée par Livingstone.
Lisbonne ne tarde pas à répondre aux critiques britanniques et organise des expéditions à partir de 1845 pour démontrer sa présence et affirmer son autorité.
En 1877, la ruée vers l’or au Transvaal encourage les quelques colons à s’aventurer plus vers l’intérieur des terres. São Sebastião de Moçambique perd alors sa prédominance au profit de Lourenço Marques, reliée en 1890 au Transvaal par la première voie ferrée du territoire. Le port de Lourenço-Marquès est en effet devenu le débouché naturel pour l'exportation des minerais du Witwatersrand. Le Mozambique devient alors une « dépendance occulte » de l'Afrique anglophone.

Projet Carte rose (1887)

La tension monte entre les Britanniques et les Portugais sur leur empire colonial respectif en Afrique, les Portugais (qui ont perdu le Brésil en 1822) rêvant d'un domaine colonial africain placé sous leur houlette allant de l'Océan Atlantique à l'Océan Indien et englobant des terres sous domination britannique telles que la Zambézie du Sud. C'est le projet géopolitique dit de la carte rose, (en portugais : mapa cor-de-rosa). En 1890, un  ultimatum britannique exigeant le retrait des troupes portugaises entre l'Angola et le Mozambique sous peine d'intervention militaire britannique, entraîne quelques troubles locaux, mais conduit concrètement au retrait partiel de troupes portugaises conformément à la volonté britannique. Cette reculade de la monarchie portugaise a surtout des répercussions dans la politique intérieure du Portugal, étant exploitée par les républicains. C'est un des éléments qui va discréditer profondément le régime monarchique portugais et conduire quelques années plus tard à la  proclamation de la République portugaise.
En 1891, la frontière orientale du Mozambique avec la Zambézie du Sud est fixée par le traité anglo-portugais de 1891. Dans l'opération, les Britanniques récupèrent le Manicaland.
Le gouvernement portugais décide alors de confier l'exploitation de la majeure partie du pays, pour cinquante ans, à trois compagnies privées qui se voient attribuer les pouvoirs d'un État sur un territoire et le monopole de son exploitation en échange d'une redevance versée au Portugal. Ces trois compagnies sont :
- la Companhia de Moçambique (pt), basée à Beira, qui contrôle les districts de Manica et Sofala soit 135 000 km2. Ses capitaux sont essentiellement français mais aussi portugais, britanniques et sud-africains ;
- la Compagnie de Zambézie (pt), qui contrôle les districts de Tete et Quélimane soit 155 000 km2. Ses capitaux sont essentiellement portugais, allemands, français, sud-africains et britanniques ;
- la Compagnie de Niassa (pt), enfin, détenue par des capitaux britanniques et qui contrôle tout le Nord du territoire mozambicain.

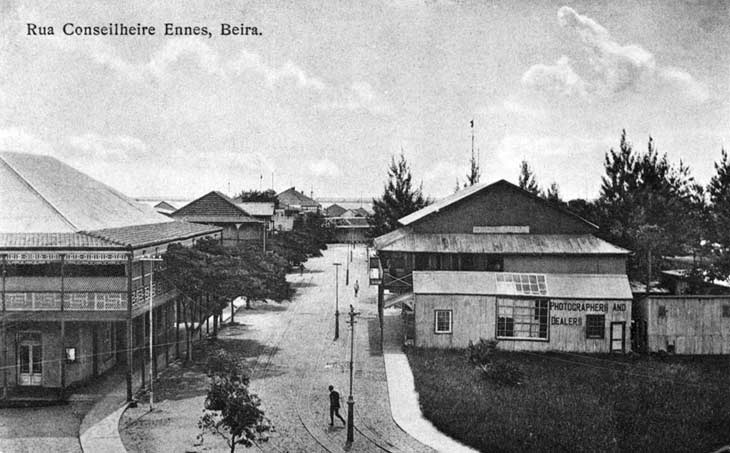
Beira vers 1905.

Le bilan de ces compagnies est décevant. Les politiques, visant à l’enrichissement de la métropole portugaise et des colons européens, ont tendance à négliger le développement des infrastructures sociales (dispensaires, écoles) et de l’équipement du pays. Un accord inter-étatique est même conclu entre le Portugal et l'union d'Afrique du Sud, afin de permettre le recrutement de travailleurs migrants mozambicains dans les mines du Transvaal.
En fait, seule la compagnie de Mozambique développe des infrastructures, notamment la ligne de chemin de fer reliant Beira à Salisbury, achevée en 1900. C'est aussi cette compagnie qui développe la culture commerciale de la canne à sucre, le sucre devenant la principale exportation du Mozambique.
En 1929, à la fin du mandat de ces compagnies, le territoire du Mozambique est encore pauvre, non développé et mal contrôlé.

### Le Mozambique sous le régime de Salazar (1933-1974)
L'arrivée au pouvoir au Portugal d'António de Oliveira Salazar marque le d]ébut d'une politique plus volontariste de développement des colonies. Elle se manifeste par l'idée, novatrice par rapport aux époques précédentes, qu'il faut assurer l'intégration du territoire mozambicain et de sa métropole. Ainsi, le cadre juridique et institutionnel du territoire est déterminé par le principe de l'indivisibilité de l'État et de la Nation, les gouvernements coloniaux étant une émanation du pouvoir central de la métropole. Au Mozambique, les organes représentatifs ne concernent cependant que les colons. Aucune consultation ou représentation des populations indigènes dans les conseils exécutifs ou législatifs n'est encore prévue. Un statut indigène est même rédigé afin de réglementer la circulation des Africains, leur accès aux lieux publics, la répartition territoriale et l'accès à l'emploi.
La politique d'intégration territoriale des colonies à l'espace national portugais, menée par le régime salazariste, repose également sur une politique favorable à l'émigration et à l'établissement des Portugais en Angola et au Mozambique. Elle est censée être favorisée par le développement des activités productrices comme les mines et l'industrie. Cette politique d'intégration vise aussi les Africains qui, par une politique d'assimilation « au mérite », peuvent intégrer la nation portugaise.
En 1930, le nombre de colons européens au Mozambique n'est que de 30 000 personnes. La politique d'intégration territoriale la fait rapidement augmenter ; elle atteint 200 000 personnes au début des années 1970 (3 % de la population). Néanmoins, l'importance de cette immigration portugaise au Mozambique reste relativement insuffisante et inférieure à ce qui était attendu, les candidats portugais à l'émigration préférant nettement, durant cette période, aller s'établir au Brésil.
Après la Seconde Guerre mondiale, en 1951, le Mozambique et les autres possessions africaines deviennent des provinces portugaises ultramarines. Des provinces, et non plus des colonies,. D'une manière générale, l'absence de moyens financiers suffisants pour la mise en valeur des ressources naturelles du territoire mozambicain est patent et se manifeste par un faible développement des infrastructures.
Néanmoins, des efforts sont accomplis au niveau des activités agricoles, développées autour de deux grands types d'agriculture, d'un côté les plantations de canne à sucre, de thé, de coprah et de sisal et, de l'autre côté, celle du coton, des cultures toutefois d'exportation, peu tournées vers les besoins de la population du pays. La principale réalisation d'ampleur du régime est le développement énergétique, marqué par l'exploitation de gisements charbonniers et par le début de la construction du barrage de Cahora Bassa.

### Guerre d'indépendance (1964-1974)

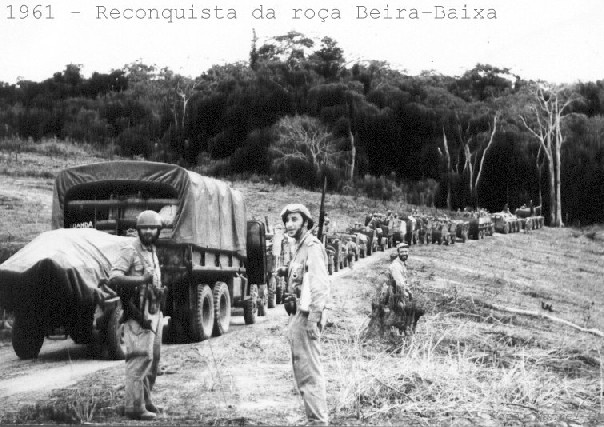
Reconquête de Beira (Mozambique) en 1961.

Le 25 juin 1962, au Tanganyika, plusieurs groupes anticoloniaux fondent le Front de libération du Mozambique (FRELIMO), un mouvement qui prône le rejet global du système colonial-capitaliste dans un contexte de lutte des classes et de lutte révolutionnaire. Le FRELIMO opte pour placer l'insurrection armée au centre de la lutte politique, afin de mobiliser les populations rurales, amenées à constituer la base sociale et politique du mouvement. Il engage ses premières actions de guérilla à partir de septembre 1964. Le COREMO, soutenu par le président zambien Kenneth Kaunda mais aussi allié à l'UNITA angolais et au Congrès panafricain d'Azanie, n'arrive pas à s'imposer face au FRELIMO dans le domaine de la lutte armée contre l'administration portugaise.
En 1968, le premier gouverneur civil du Mozambique est nommé, l'armée ayant fourni jusque-là la majorité des gouverneurs coloniaux. En dépit de l'assassinat en 1969 de son chef historique, Eduardo Mondlane, le FRELIMO devient le mouvement nationaliste de guérilla le plus actif contre le pouvoir colonial.
Le FRELIMO est finalement reconnu internationalement comme mouvement de libération nationale. Sa direction tricéphale est alors composée de Samora Machel, du poète Marcelino dos Santos et du révérend Uria Simango (en). Après que ce dernier eut rejoint le COREMO, Samora Machel prend vite l'ascendant sur le mouvement alors que Dos Santos (un métis) préfère s'effacer devant un Noir représentant la classe ouvrière. Dos Santos demeure néanmoins l'idéologue en chef du FRELIMO.
Le Frelimo n'attend pas le retrait des troupes portugaises de l'Angola pour développer sa propre administration dans les régions « libérées » perçues comme un « contre-État » : création d'écoles, de centres de santé, développement de cultures agricoles, premiers « comités du parti », création d'une « École du parti », chargée de former idéologiquement ses cadres.
En 1972, un « mouvement national de résistance » est créé par les services secrets de Rhodésie, avec pour mission de s'attaquer aux bases arrière des mouvements nationalistes de Rhodésie.
En avril 1974, le FRELIMO contrôle le nord du pays et la région de Tete, soit un tiers du territoire, tandis qu'au Portugal la révolution des Œillets met fin à la dictature salazariste. Le FRELIMO devient l'interlocuteur privilégié des Portugais bien qu'en quelques semaines une trentaine de partis politiques voient le jour au Mozambique. Le 7 septembre 1974, un accord est signé à Lusaka entre le Portugal et le FRELIMO, fixant un calendrier pour un cessez-le-feu et l'établissement d'un gouvernement provisoire en vue de la proclamation de l'indépendance du Mozambique.
Une partie des colons portugais est alors ulcérée de l'abandon annoncé de la colonie. Certains veulent prendre modèle sur la Rhodésie du Sud et, à l'instar de Ian Smith, faire déclarer unilatéralement l'indépendance. Une tentative de coup d'État mal préparée a alors lieu. Des colons s'emparent des locaux de la radio nationale, occupent le central téléphonique et libèrent les agents de la PIDE, la police secrète salazariste, arrêtés lors de la révolution des Œillets. Mais la majorité des colons se résigne en fait à l'arrivée du FRELIMO au pouvoir. Une grande majorité d'entre eux se résigne au départ et, en quelques mois, la population portugaise tombe de 200 000 à 80 000 personnes, alors que l'indépendance n'est toujours pas proclamée. Les derniers soubresauts ont lieu en octobre 1974. Certains des colons brûlent leurs propriétés en partant, la majorité vers l'Afrique du Sud et le Portugal. Au début des années 1990, il ne demeure plus que 7 000 Mozambicains d'origine portugaise vivant au Mozambique, principalement à Maputo.

## Indépendance du Mozambique (1975)

Premier drapeau du Mozambique (1975-1983).

Le 25 juin 1975, l'indépendance du Mozambique est proclamée

### Présidences Samora Machel (1975-1986)
Samora Machel (1933-1986) devient le premier président de la République. Selon les accords passés avec le gouvernement portugais, des élections pluralistes doivent être organisées et un gouvernement d'union nationale doit assurer la stabilité du nouveau pays. En fait, le FRELIMO accapare immédiatement le pouvoir que les Portugais lui avaient donné, et s'aligne politiquement sur le bloc soviétique, en mettant en place un État socialiste. Les élections pluralistes n'ont pas lieu. La nouvelle constitution proclame l'établissement d'une démocratie populaire, fondée sur un système de parti unique et d'élections indirectes.
L'état économique et social semble alors déplorable mais le nouveau gouvernement compte sur l’aide économique et politique de l’Union soviétique et de Cuba relayant alors celles qui étaient apportées jusque-là par le Portugal et l'Afrique du Sud.
Cependant, le pays s'enfonce dans une guerre civile, attisée par des intérêts qui dépassent ceux du Mozambique.

### Guerre civile (1977-1992)
Le Frelimo, s'appuyant sur sa légitimité au sein de la population mozambicaine, se proclame parti unique.
Samora Machel met alors en place un régime socialiste et dictatorial, nationalisant les industries et les fermes. Il tente de regrouper autoritairement les villageois dans des villages communautaires, inspirés des villages tanzaniens d'Ujamaa, dans le but de favoriser l'accès aux services et à l'éducation de la population mais aussi pour subroger les anciennes plantations coloniales par des fermes d'État.
Dans les mois qui précèdent son indépendance, le Mozambique est abandonné par la grande majorité des 4 500 propriétaires d'entreprises agricoles et le réseau de milliers de magasins faisant l’essentiel du commerce est presque totalement démantelé. L'économie, et en particulier l'agriculture, est alors complètement désorganisée. Le processus de reconstruction de la structure productive et du réseau de commercialisation, lent et conflictuel, est cependant progressif jusqu’en 1981. À partir de cette date, les actions de banditisme armé, soutenu par l'Afrique du Sud et les États-Unis, entraînent le Mozambique dans une nouvelle période de régression économique. Ces actions, localisées pour la plupart dans les zones rurales, sabotent la production des entreprises, causent la destruction des infrastructures commerciales et des voies de communication, et ciblent également les paysans. Des migrations forcées se produisent, créant ou aggravant les situations de famine.
Sur le plan international, le Mozambique se conforme aux sanctions économiques internationales contre la Rhodésie du Sud et l'Afrique du Sud, en dépit de ses propres intérêts économiques, ce qui accentue la désorganisation économique, politique et sociale du pays. Le pays accueille également des mouvements nationalistes en lutte contre les systèmes ségrégationnistes de Rhodésie et d'Afrique du Sud. Mais, en moins de deux ans, à la suite du départ massif des cadres portugais, de l'échec rapide des fermes d'État et de l'effondrement du trafic portuaire et ferroviaire, conséquence logique de l'hostilité du gouvernement mozambicain à la Rhodésie et à l'Afrique du Sud, le pays est ruiné et au bord de la banqueroute. La campagne de sabotage systématique menée par la Résistance nationale du Mozambique (RENAMO), financée et soutenue d'abord par la Rhodésie puis par l'Afrique du Sud, finit par plonger le pays dans une guerre civile qui dura seize ans.
En 1979, André Matsangaíssa (en), le chef de la RENAMO, est abattu, mais  la guérilla se maintient. Afonso Dhlakama lui succède.
Après l'indépendance du Zimbabwe en 1980, l'Afrique du Sud prend la relève de la Rhodésie dans le soutien financier et logistique à la RENAMO. Le pays est alors coupé en deux. La RENAMO oscille entre mouvement de rébellion et groupement mafieux adepte du banditisme et du sabotage. Toutes les voies de communication sont coupées, les lignes de transport d'énergies sabotées et les aménagements ruraux détruits. Le port de Maputo sombre dans le marasme alors qu'une sècheresse dévastatrice s'abat sur le pays, causant famine et déplacement de la population. Le Mozambique devient pendant une quinzaine d'années l'un des trois pays les plus pauvres au monde et est tributaire de l’aide internationale, notamment celle en provenance des pays scandinaves.
Dès 1980, le Frelimo prend acte de l'échec de sa politique économique et sociale. Samora Machel impute cet échec aux éléments ultra-gauchistes du Frelimo. L'agriculture familiale est alors réhabilitée et les fermes d’État réformées. En 1983, le pays tourne le dos au socialisme et adhère au FMI et à la Banque mondiale. Les capitaux occidentaux, notamment portugais, commencent à revenir au Mozambique.
Des commandos sud-africains effectuent des raids fréquents, ciblant en particulier les bases de l'African National Congress (ANC). L'armée de l'air mène des frappes directement sur Maputo en 1983. Le gouvernement mozambicain accuse aussi d'anciens colons portugais vivant en Afrique du Sud et au Portugal, ainsi que des États conservateurs du Golfe (Arabie Saoudite et Oman) d'apporter une aide matérielle aux "bandits armés" de la RENAMO, via les Comores et le Malawi.
En 1984 a lieu, à Komatipoort, une rencontre au sommet entre Pieter Botha, président d'Afrique du Sud, et Samora Machel ; elle aboutit à l'accord de Nkomati, prévoyant l'arrêt de l’aide du Mozambique au Congrès national africain en échange de la fin du soutien sud-africain au RENAMO. Mais c'est un échec, aucun des signataires ne respectant sa signature. En même temps, le pays adhère au FMI et à la Banque mondiale ; il obtient ainsi une aide au développement des pays de la CEE et des États-Unis.
En 1986, l'avion présidentiel dans lequel se trouvait Samora Machel, de retour de Zambie, se déroute et s'écrase en Afrique du Sud, à 300 mètres de la frontière mozambicaine. Neuf passagers sont rescapés des restes du Tupolev piloté par un équipage soviétique, mais le président Samora Machel figure parmi les morts. L'enquête internationale, dirigée par le juge sud-africain Cecil Margo (en), à laquelle participèrent officieusement les Soviétiques et les Mozambicains, conclut à une série de négligences de l'équipage. Pour autant, les commentateurs et historiens n'écartent pas complètement l'hypothèse d'un sabotage par les services secrets sud-africains,,.

### Présidences Joaquim Chissano (1986-2005)
Après une courte période d'intérim, Joaquim Chissano (1939-) succède au père de l'indépendance mozambicaine. Il entreprend immédiatement un rééquilibrage diplomatique et pacifie ses relations avec le Malawi voisin, que Samora Machel avait accusé de donner refuge à la RENAMO. Il effectue un virage économique en procédant aux premières privatisations dans l'industrie alors que les Sud-Africains eux-mêmes étaient encouragés à réinvestir dans le pays.
En 1988, Chissano se détourne de l'URSS qui, par deux fois, avait refusé de lui accorder l'accession au COMECON. Si Chissano maintient néanmoins le traité d'amitié entre les deux pays, il se tourne uniquement vers les Européens et les États-Unis pour obtenir une aide financière.
Le 13 septembre 1988, à Songo, Joaquim Chissano et Pieter Botha renouvèlent la coopération entre leurs pays respectifs pour sauver le barrage de Cahora Bassa. Le rapprochement entre les deux gouvernements est facilité par l'entregent de Pik Botha, le ministre sud-africain des Affaires étrangères, qui devient un habitué de Maputo.
En juillet 1989, le Frelimo renonce au marxisme. Peu de temps après, Chissano accueille encore une fois Pieter Botha, sur le site du barrage de Cahora Bassa, au moment de l'achèvement des travaux de la commission tripartite (Portugal, Mozambique, Afrique du Sud) pour la réhabilitation de ce grand projet de développement électrique.
En 1990, alors que les régimes d'Europe de l'Est s'effondrent les uns après les autres (précédant la fin de l’Union soviétique en 1991) et que Frederik de Klerk légalise l'ANC en Afrique du Sud, les premiers pourparlers de paix ont lieu entre le FRELIMO et le RENAMO, débouchant en novembre sur une nouvelle constitution, reconnaissant le pluralisme politique.
Le 4 octobre 1992, à Rome, un accord de paix est signé sous l’égide de la communauté de Sant'Egidio et avec l’appui de l'ONU, entre Joaquim Chissano pour le FRELIMO et Afonso Dhlakama pour le RENAMO,. Il prend effet le 15 octobre.
Le RENAMO se transforme en un parti politique classique, Afonso Dhlakama restant à sa tête. Une force de maintien de la paix, l’ONUMOZ, est alors déployée au Mozambique. Ses derniers contingents quittent le pays en 1995.
La guerre civile a fait finalement un million de victimes, autant de réfugiés dans les pays voisins, et quatre millions de déplacés à l’intérieur du pays.

## Retour à la démocratie (1994)
En 1994, les élections donnent le Frelimo de Joaquim Chissano (1939-) vainqueur et, malgré des témoignages de fraude, le RENAMO respecte le résultat, se cantonnant à l’opposition politique. Le retour à la paix provoque le retour de 1,7 million d’expatriés, ainsi que le retour de quatre millions de déplacés à l’intérieur du pays. Économiquement, le pays doit alors procéder à de grandes réformes recommandées par les grandes institutions internationales. Certaines semblent contre-productives comme la dérégulation du secteur de la noix de cajou qui fait disparaître 90 % des emplois de cette industrie exportatrice.
En 1995, le Mozambique adhère au Commonwealth, devenant le premier membre de celui-ci à n’avoir jamais fait partie de l’Empire britannique. Le pays parie sur les bienfaits d'une intégration économique plus poussée avec les six Etats anglophones qui l'entourent, les tensions liées à l'apartheid notamment, devenant de l'histoire ancienne. En décembre 1999 se tiennent de nouvelles élections qui donnent encore la victoire au FRELIMO. Des irrégularités poussent le RENAMO à menacer un retour à la guerre civile, mais à la suite de sa défaite devant la cour suprême, il finit par y renoncer. À la fin des années 1990, le Mozambique bénéficie du processus d’allégement de la dette des pays les plus pauvres.
À la fin des années 1990 et au début des années 2000, le pays fait appel à des agriculteurs blancs d'Afrique du Sud et du Zimbabwe pour relancer des exploitations agricoles ou redévelopper les cultures de tabac, de maïs, de soja, de piment, de tournesol. Le gouvernement leur proposa concrètement des terres à la location pour des périodes de 50 à 100 ans, le but étant de favoriser l'emploi local. En 2000, un cyclone tropical suivi d'une inondation dévaste le pays, provoquant la mort de plusieurs centaines de personnes.
En 2001, Joaquim Chissano indique qu'il ne se présente pas une troisième fois. 

### Présidence Armando Guebuza (2005-2015)
Armando Guebuza (1943-) lui succède à la tête du Frelimo, et remporte encore les élections de décembre 2004.
En 2006, le pays compte 19 millions de Mozambicains dont un tiers vivant dans les villes, conséquence d'une urbanisation rapide intervenue au cours de l’interminable guerre civile.
S’il demeure l’un des pays les plus pauvres du monde, où l’espérance de vie est d’à peine 41 ans, le Mozambique connaît depuis 1995 une croissance annuelle exceptionnelle qui atteint 9 % en 2005. La Banque mondiale cite ainsi le Mozambique comme « un modèle de réussite. Une réussite en termes de croissance, et un modèle qui montre aux autres pays comment tirer le meilleur parti de l’aide internationale », même si la pauvreté reste omniprésente, plus de la moitié des habitants vivant encore en dessous du seuil de pauvreté.
Le 28 octobre 2009, Armando Guebuza est réélu président pour un deuxième mandat, dès le premier tour de scrutin avec 75 % des voix. Le 15 octobre 2014, le FRELIMO propose un nouveau candidat à l'élection présidentielle, Filipe Nyusi.

### Présidences Filipe Nyusi (2015-présent)
Filipe Nyusi (1959-)) est élu au premier tour, au cours d’un scrutin parsemé de fraudes et contesté par l’opposition, comme chaque fois. Afonso Dhlakama, chef du RENAMO, principale force d'opposition, double cependant son score de 2009, et réunit 37 % des suffrages exprimés,. La situation post-électorale est tendue et le Renamo semble pendant quelques mois reprendre une insurrection militaire, comme pendant les heures noires de la guerre civile qui a duré de 1976 à 1992. Mais le spectre d'une nouvelle guerre civile s'éloigne début 2017. 
Par contre, un scandale de dettes cachées, à la fin du deuxième mandat d'Armando Guebuza, touche le Frelimo même si le président a changé, et fragilise le pays. Des médias anglo-saxons démontrent l'existence d'emprunts contractés de façon opaque mais garantis par le gouvernement de l'époque, pour 1,8 milliard d’euros, par trois entreprises publiques. L'affectation précise des sommes reste floue, même s'il est indiqué que ces emprunts auraient financé un programme d'armement. Depuis, le Mozambique, incapable d’honorer les remboursements de ces dettes, est plongé dans une crise financière.
Le président Filipe Nyusi est réélu en octobre 2019 pour un deuxième mandat de cinq ans avec 73 % des suffrages. Son parti, le FRELIMO, remporte 184 des 250 sièges à l’Assemblée nationale et dirige l’ensemble des dix provinces du pays. Ce scrutin a été manipulé comme les précédents pour en garantir le résultat : redécoupage de la carte électorale pour gonfler l’importance des bastions du pouvoir, mise à disposition constante des moyens de l’Etat pour la campagne du parti au pouvoir, tracasseries pour les opposants, usage de la violence, etc., le FRELIMO montre une volonté d’hégémonie. Ceci pose aussi la question d’un processus de paix jamais arrivé à son terme depuis le premier accord avec l’ancienne rébellion de la Résistance nationale mozambicaine (RENAMO), en 1992. Ossufo Momade a été le candidat de la RENAMO, mouvement affaibli par la mort de son chef historique, Afonso Dhlakama, en 2018,.
Le Mozambique peut devenir l'un des grands producteurs mondiaux de gaz naturel liquéfié, avec d'importantes réserves, et devient à ce titre un pays courtisé. Les ressources en gaz naturel devraient être exploitées en particulier dans la province de Cabo Delgado d’ici à cinq ans. Total, notamment, a finalisé son entrée fin septembre 2019 dans l’un des deux projets majeurs, Mozambique LNG. Depuis deux ans un groupe d’islamistes armés a déclenché une insurrection dans cette région du nord du pays. Les combats se déroulent à quelques kilomètres des futures installations gazières et le port de Mocimboa da Praia est pris par les insurgés en août 2020.
En novembre 2022, les premiers gisements de gaz naturel liquéfié (GNL) sont exportés. Cette première exportation a été produite à l’usine offshore Coral Sul, gérée par le groupe italien Eni.

### Galerie de dirigeants
Présidence :

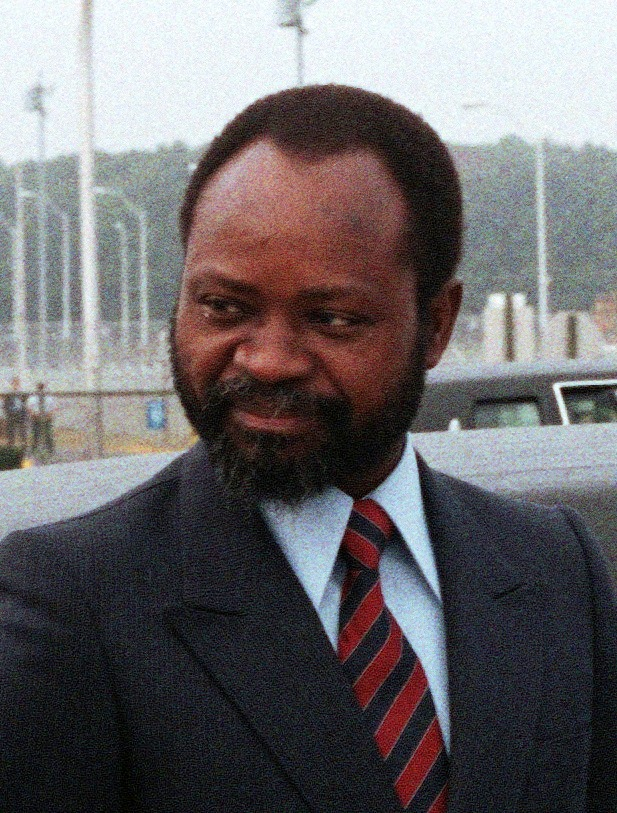
Samora Machel 1975-1986
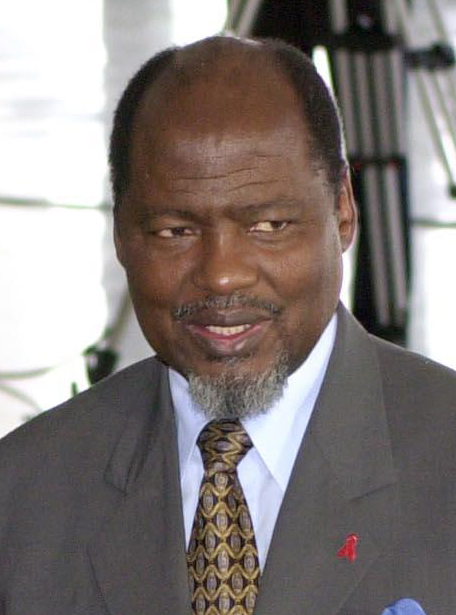
Joaquim Chissano 1986-2005
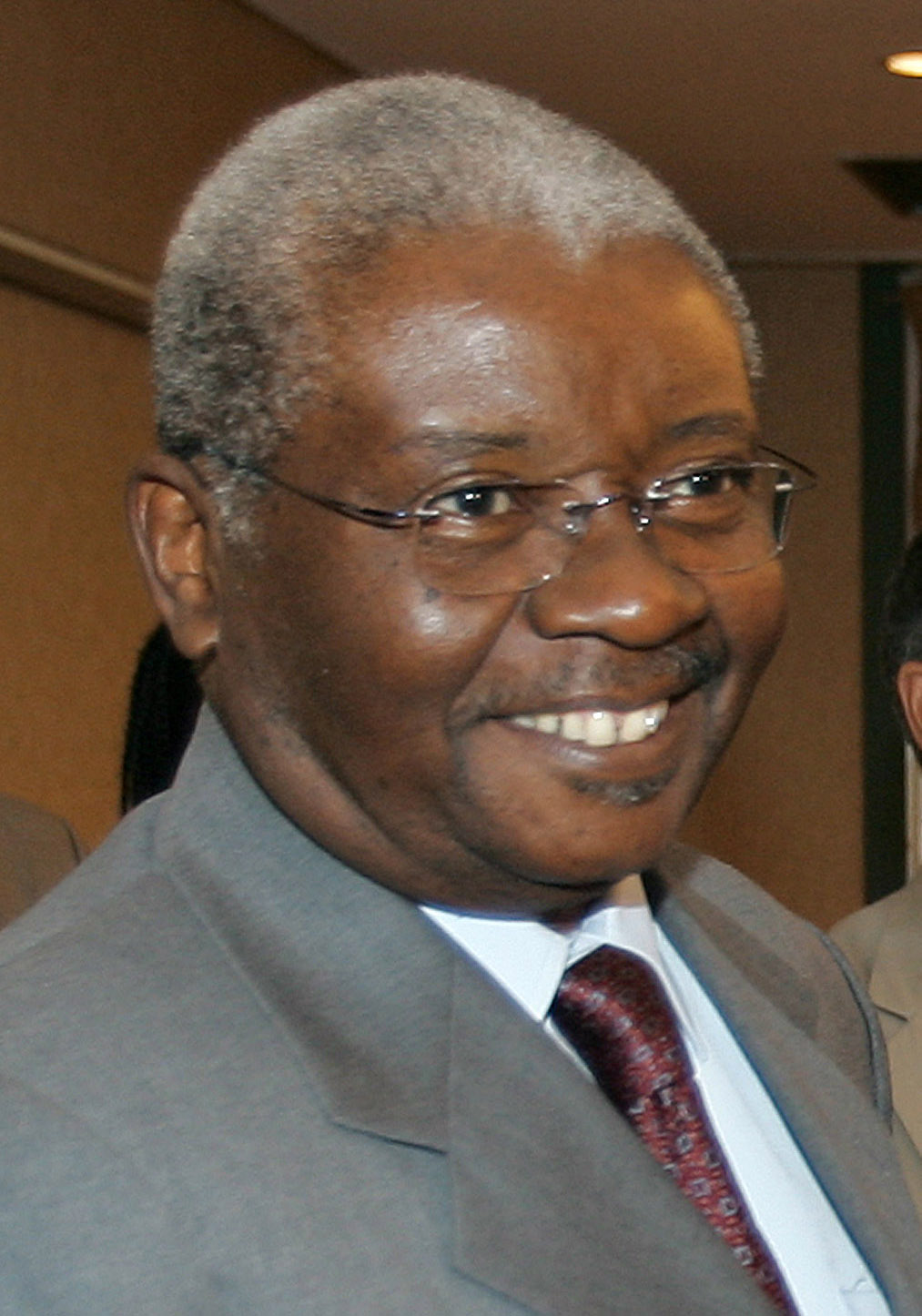
Armando Guebuza 2005-2015
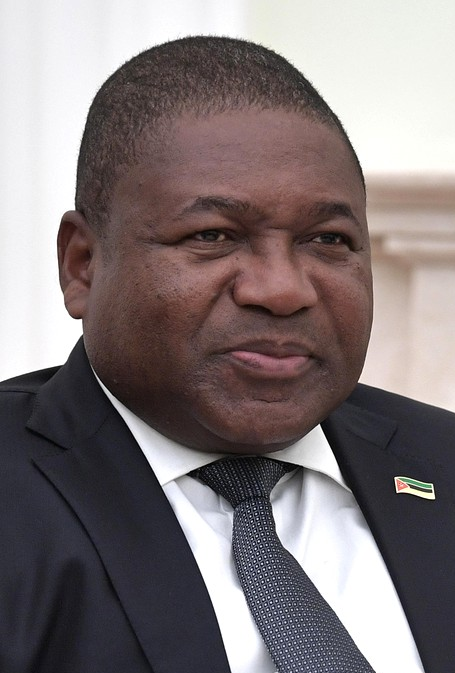
Filipe Nyusi 2015-présent

Gouvernance :

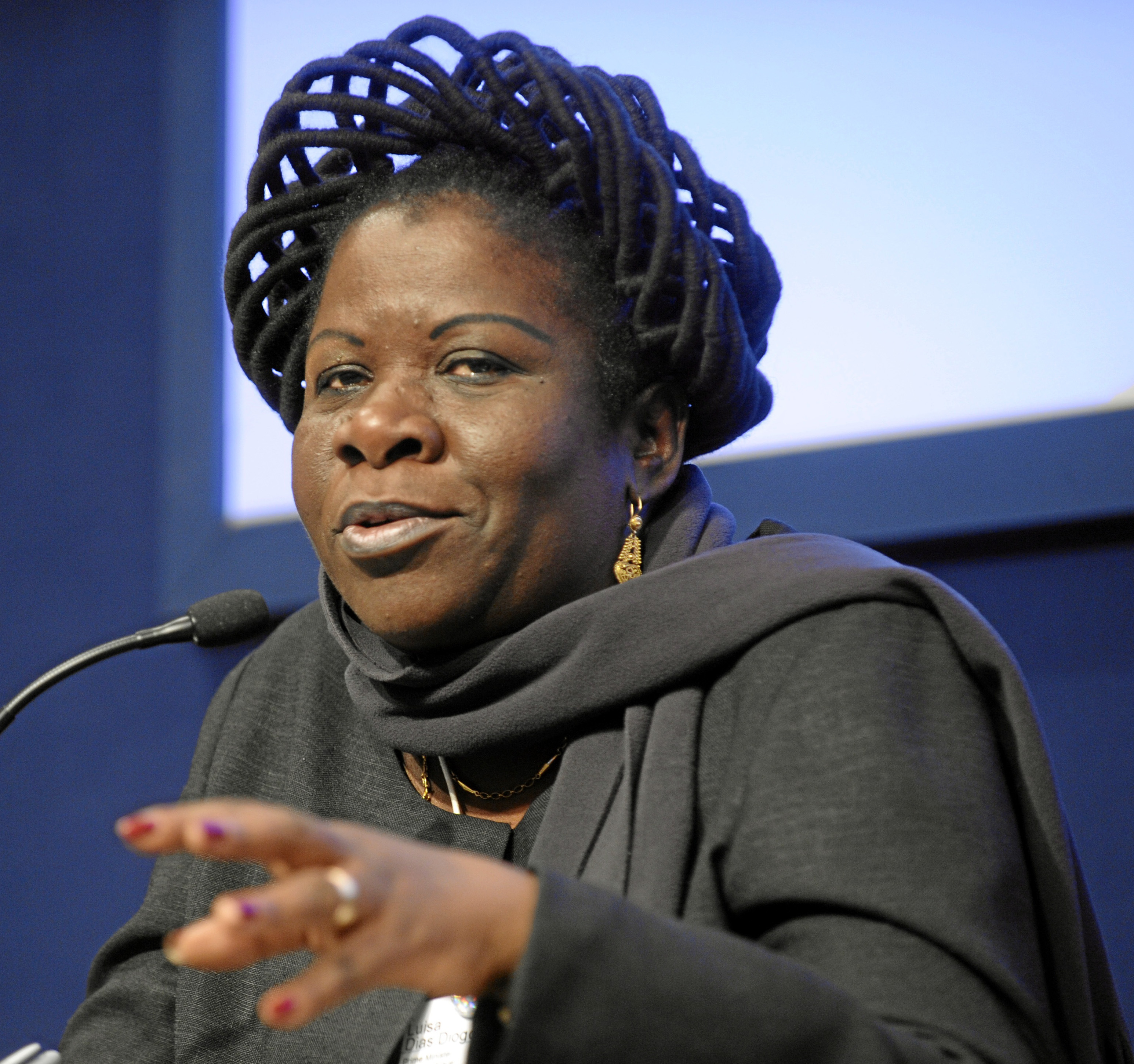
Luísa Diogo 2004-2010
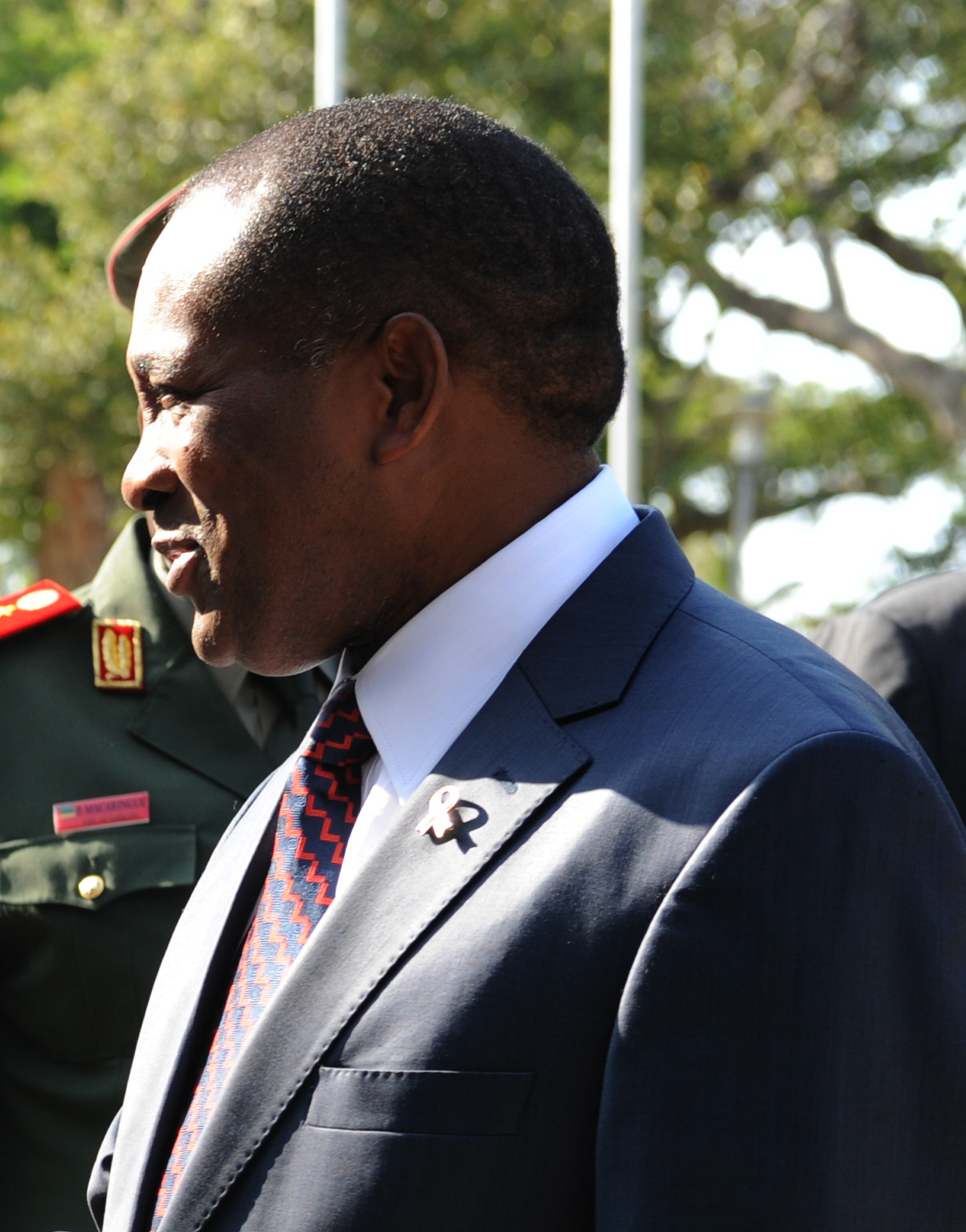
Aires Ali 2010-2012
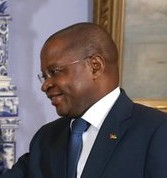
Alberto Vaquina 2012-2015
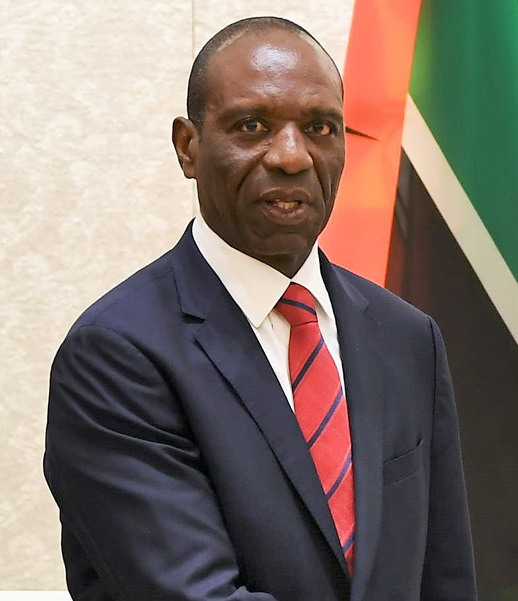
Carlos Agostinho do Rosário 2015-2022
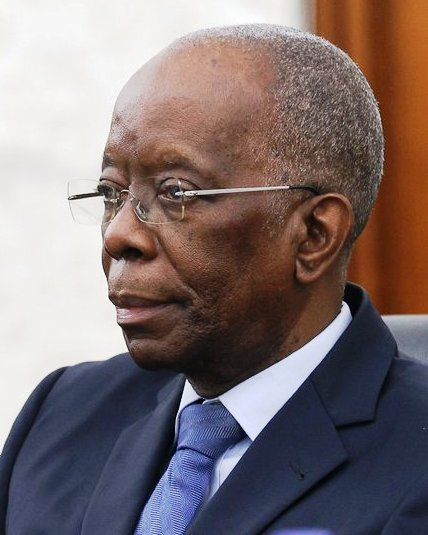
Adriano Maleiane 2022-présent

#### 600c-1700c
- Ère shirazi, Culture swahilie, Azanie, Mer de Zanj, Zanguebar, Bantous (Al-Zanj), Histoire de Zanzibar
- Histoire du commerce dans l'océan Indien, esclavage en Afrique, traite négrière dans le sud-ouest de l'océan Indien
- Traite orientale, esclavage dans le monde arabo-musulman
- Commerce interrégional par caravanes en Afrique de l'Est
- Cultures de l'Afrique australe précoloniale (au Mozambique et à proximité)
  - Sultanat de Kilwa (957c-1513), Chronique de Kilwa (1520)
  - Sultanat Ajuran (13e-17e siècles) : Corne de l'Afrique et commerce est-africain
  - Royaume du Zimbabwe (en) (1220-1450)
  - Empire du Monomotapa (ou Mutapa, Mwanamutapa, Karanga) (1430-1760)
  - Empire maravi (1480c-1891)  (Malawi)
  - Sultanat d'Angoche (1485c-1910) à Angoche et Moma) (province de Nampula)
- Culture swahilie, Raids ottomans sur la côte swahilie, Cités-États swahili (de)
- Histoire des Indiens au Mozambique (de)
- Padroado, Empire colonial portugais, Traites négrières
- Esclavage à Madagascar, Esclavage aux Comores, Esclavage à Bourbon, Esclavage à Maurice
- Exploration européenne de l'Afrique

#### 1700c-1880c
- Mthethwa, confédération Nguni (1700c-1817) en baie de Maputo, Dingiswayo (1780c-1818c, mentor de Chaka
- Mfecane (1810-1850), période de troubles et de migrations africaines
- Royaume de Gaza (1824-1895), Soshangane, Mawewe, Mzila, Gungunhana (en)
- Traité anglo-portugais de 1891
- Companhia de Moçambique (pt) (1891)
- Joaquim Augusto Mouzinho de Albuquerque (1855-1902), pacificateur
- Liste des gouverneurs coloniaux du Mozambique (en)

#### depuis 1960c
- Mouvements d'indépendance au Mozambique (en)
  - Front de libération du Mozambique (1962, FRELIMO), Union nationale pour l'indépendance totale de l'Angola (1966, UNITA), Résistance nationale du Mozambique (1975, RENAMO)
- Guerre d'indépendance du Mozambique (1964-1974)
- République populaire du Mozambique (1975-1990)
- Liste des présidents du Mozambique, liste des Premiers ministres du Mozambique
- Guerre civile du Mozambique (1977-1992)
- Opération des Nations unies au Mozambique (1992-1994, ONUMOZ)
- Forces armées du Mozambique
- Liste d'attentats terroristes au Mozambique (de)
- Insurrection de la RENAMO (2013-2021)
- Insurrection djihadiste au Mozambique (2017-)
- Politique au Mozambique, Fernando Ganhão (1937-2008)
- Iskandar Safa (1955-), Tuna bond scandal